# David Lichine
David Lichine (russisk: Дэвид (Давид) Лишин tr. Devid (David) Lisjin; født 25. oktober 1910, død 26. juni 1972) var en russisk amerikansk balletdanser og koreograf. Han havde en international karriere som optrædende, balletmester og koreograf, hvor han opsatte forestillinger for mange balletfirmaer og adskillige Hollywood-film.